# دخول حيز التنفيذ
يُشير مصطلح دخول حيز التنفيذ (بالإنجليزية: entry into force)‏، إلى العملية التي يُصبح فيها التشريع والأنظمة والمعاهدات والصكوك القانونية الأخرى ذات قوة قانونية وأثر كبير، وعادةً ما تكون الاتفاقات المتعددة الأطراف غير ملزمة من الناحية القانونية إلا بعد التصديق عليها من قبل عدد معين من البلدان.